# Iota Aquilae
Pour les articles homonymes, voir Al Thalimain.
Ne doit pas être confondu avec i Aquilae.
Désignations
Iota Aquilae (ι Aql / ι Aquilae) dans la Désignation de Bayer est une étoile binaire dans la constellation de l'Aigle. C'est est une géante de type spectral B5III, avec une magnitude apparente de +4,36. Elle se trouve approximativement à 307 années-lumière de la Terre.

## Nomenclature et histoire

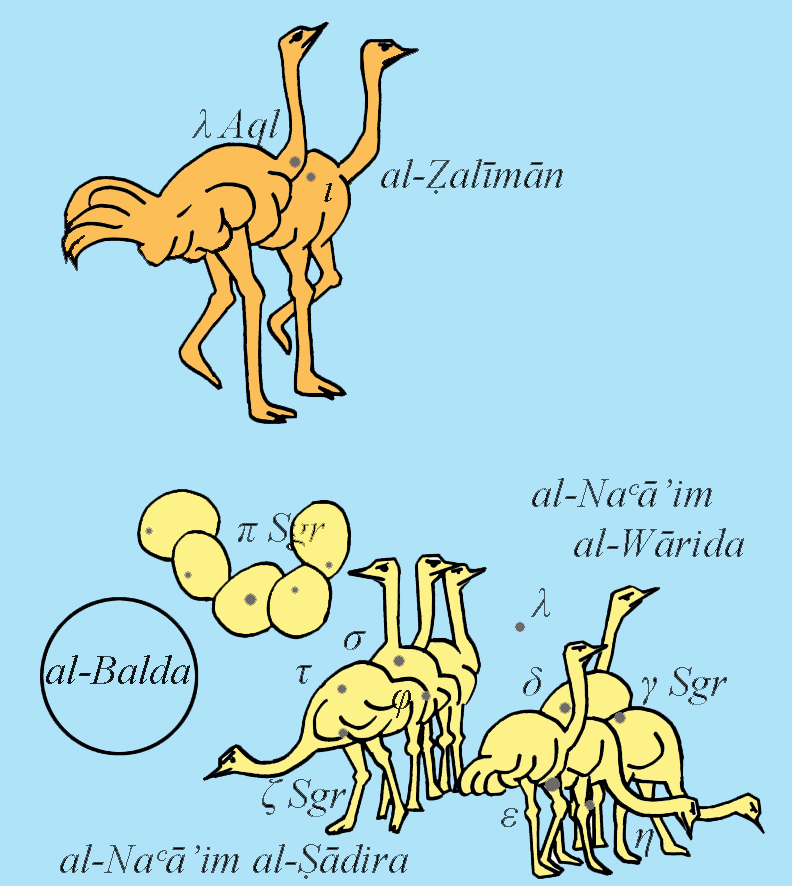
La figure arabe de النعايم al-Naᶜā’im, « les Autruches », groupe situé de part et d'autre de la Voie lactée.

Al Thalimain I est le nom propre de ι Aql. C’est l’arabe الظليمين al-Ẓalīmayn, accusatif de الظليمان al-Ẓalīmān, « les Deux Autruches mâles », nom donné dans le ciel arabe traditionnel au couple ιλ Aql, qui appartient à la grande grande scène animalière nommée النعايم al-Naᶜā’im, « les Autruches », appellation de la XXe des manāzil al-qamar ou « stations lunaires ,.  On trouve le nom chez ᶜAbd al-Raḥmān al-Ṣūfī,. Transcrite ‘Al Thalīmain’ par Richard Hinckley Allen (1899) , cette appellation entre comme nom  propre dans les catalogues du XXe siècle, notamment avec Harley Barlow Rumrill pour ι et λ Aql (1930) , et Jack W. Rhoads en fait Al Thalimain I tandis qu’il nomme λ Aql :Al Thalimain I. 